# New Strawn
New Strawn és una població dels Estats Units a l'estat de Kansas. Segons el cens del 2000 tenia 425 habitants.

## Demografia
Segons el cens del 2000, New Strawn tenia 425 habitants, 150 habitatges, i 120 famílies. La densitat de població era de 190,8 habitants/km².
Dels 150 habitatges en un 44% hi vivien nens de menys de 18 anys, en un 71,3% hi vivien parelles casades, en un 6,7% dones solteres, i en un 20% no eren unitats familiars. En el 17,3% dels habitatges hi vivien persones soles el 7,3% de les quals corresponia a persones de 65 anys o més que vivien soles. El nombre mitjà de persones vivint en cada habitatge era de 2,83 i el nombre mitjà de persones que vivien en cada família era de 3,21.
Per edats la població es repartia de la següent manera: un 32,7% tenia menys de 18 anys, un 4,9% entre 18 i 24, un 27,8% entre 25 i 44, un 27,3% de 45 a 60 i un 7,3% 65 anys o més.
L'edat mediana era de 37 anys. Per cada 100 dones de 18 o més anys hi havia 97,2 homes.
La renda mediana per habitatge era de 64.125 $ i la renda mediana per família de 70.250 $. Els homes tenien una renda mediana de 48.750 $ mentre que les dones 26.944 $. La renda per capita de la població era de 22.288 $. Cap de les famílies i el 2,4% de la població estaven per davall del llindar de pobresa.

## Poblacions més properes
El següent diagrama mostra les poblacions més properes.